# Ilk
Pour les articles homonymes, voir Ilk.
Ilk est un village et une commune du comitat de Szabolcs-Szatmár-Bereg en Hongrie.